# Inspiratie van de Bijbel

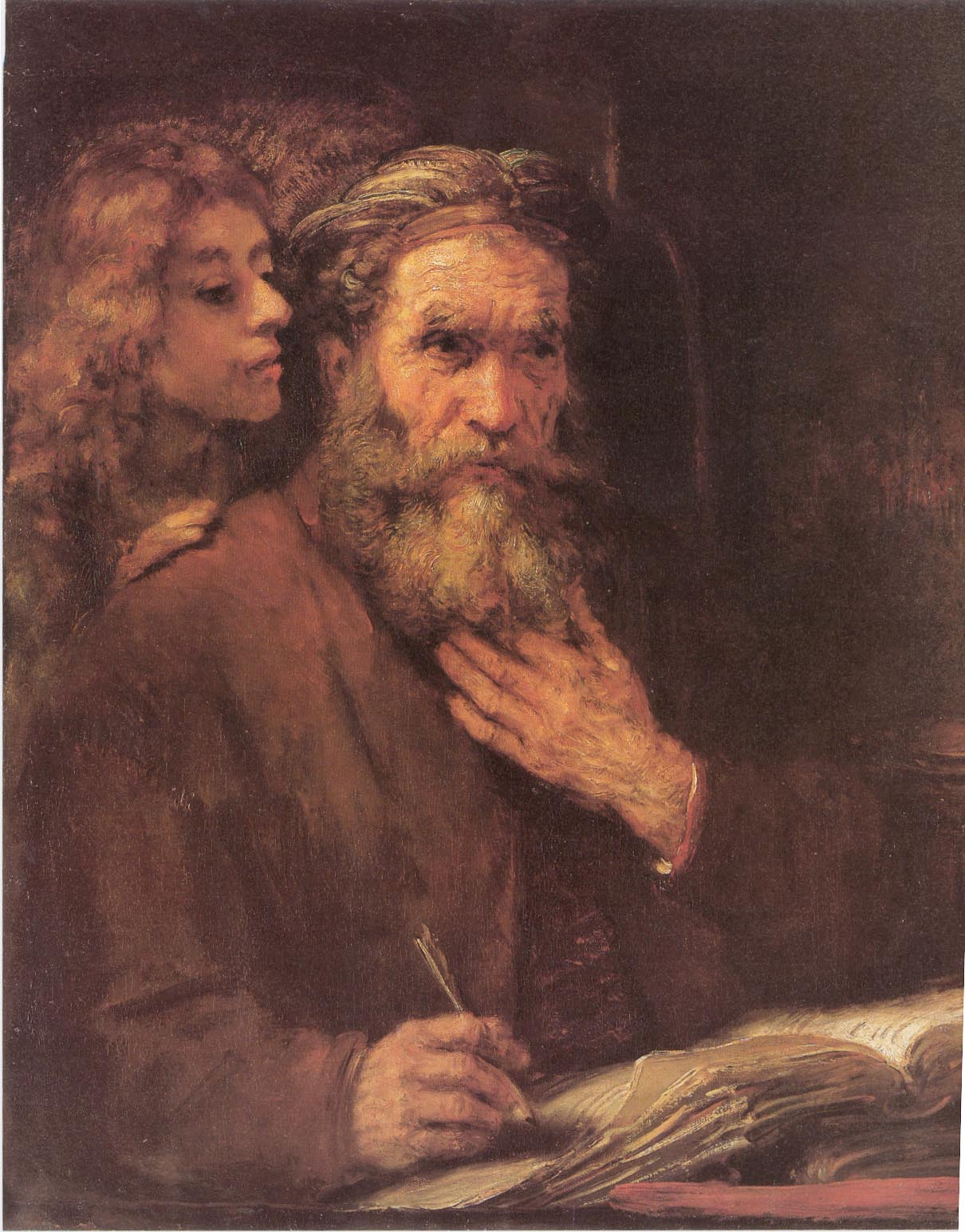
Evangelist Matteüs krijgt goddelijke inspiratie via een engel. Schilderij van Rembrandt van Rijn.

De inspiratie van de Bijbel is de christelijke geloofsleer of het dogma dat de Bijbel een goddelijke oorsprong heeft. De letterlijke interpretatie hiervan hangt vaak samen met het geloof in de onfeilbaarheid van de Bijbel, terwijl liberale interpretaties het zo opvatten dat de Bijbel religieus inspirerend kan werken.

## Ontstaan en ontwikkeling
De geloofsleer van goddelijke inspiratie is al te vinden bij Augustinus. In deze interpretatie van de Bijbel is God de werkelijke auteur van de Bijbel, die de auteurs ervan alleen als schrijfinstrumenten gebruikte, de zogeheten mechanische inspiratie. Hij beweerde dat de Heilige Geest niet alleen de auteurs van de Bijbelboeken de feiten gaf (suggestio rerum), maar ook feitelijk de exacte bewoording dicteerde (suggestio verborum). Het drong later door in de katholieke theologie als onderdeel van de neoscholastiek.
De geloofsleer van goddelijke inspiratie kreeg in de 17e eeuw een opleving binnen de zogenaamde lutherse orthodoxie om het protestantse uitgangspunt sola scriptura te ondersteunen ten opzichte van de leer van de katholieke theologie, volgens welke niet alleen de Bijbel maar ook de kerkelijke tradities gezaghebbend zijn voor de gelovige.
Tegenwoordig wordt de mechanische inspiratie hoofdzakelijk vertegenwoordigd door delen van het evangelisch christendom, Jehova's getuigen en andere christenfundamentalistische geloofsgemeenschappen. Een bekend document over letterlijke inspiratie is de Chicago Statement on Biblical Inerrancy.

## Latere inspiratietheorieën
De Bijbel was eeuwenlang de ultieme bron van gezag, omdat de meeste mensen de tekst van de Bijbel als het resultaat zagen van goddelijke openbaring en ze dus onfeilbaar was. Dat idee veranderde bij veel mensen met de opkomst van de wetenschap in de 16e eeuw toen de Copernicaanse revolutie plaatsvond. Nicolaas Copernicus zei toen dat niet de aarde maar de zon het middelpunt van het universum was, terwijl diverse bijbelteksten dat omgekeerd lijken voor te stellen. Hij werd gesteund door Galileo Galilei, die hierdoor in conflict met de Kerk kwam.  
In de periode van de Verlichting ontstond toenemende twijfel aan de onfeilbaarheid van de Bijbel. Zo zei Jezus dat het zaadje van de mosterdplant het kleinste plantenzaad was en de plant zelf de grootste plant (Matteüs 13:31-32), maar er werden kleinere zaadjes en grotere planten ontdekt. Omdat duidelijk werd dat in de Bijbel aantoonbaar onjuiste uitspraken staan, ontstond ook twijfel over andere zaken, zoals of wonderen van Jezus en andere bovennatuurlijke verschijnselen die in de Bijbel worden beschreven, wel echt waren gebeurd. 
Om deze constateringen te plaatsen zijn er verschillende theorieën over de goddelijke inspiratie van de Bijbel ontwikkeld om de moderne wetenschap met de orthodoxe visie te verzoenen: 
- Zo is de theorie van dynamische inspiratie. Deze gedachte gaat ervan uit dat God enkele gedachten aan de Bijbelschrijver heeft geopenbaard. Daarna zouden de schrijvers er op hun eigen manier verder een invulling aan hebben gegeven. In deze benadering zou er dus heel veel menselijke ballast in de Bijbel zijn opgenomen.

- Een andere theorie is de zogenoemde organische inspiratie. Deze theorie is ontwikkeld door Herman Bavinck. Zij gaat uit van de gedachte dat de Bijbelschrijvers bewust en zelfstandig hebben geschreven. Toch heeft God hen in hun schrijven zo geleid en bestuurd dat zij Gods woorden hebben opgeschreven. Bij de organische inspiratie wordt onderscheid gemaakt tussen een goddelijke en een menselijke factor. In deze gedachte heeft God de menselijke factor gestuurd en voor fouten behoed.

## Moderne tijd
Tegenwoordig zien de meeste wetenschappers de Bijbel niet meer als geïnspireerd door God en onfeilbaar, maar als een zeer belangrijk cultureel, literair en bovenal religieus document. Mede door deze opvatting heeft de Bijbel in de geseculariseerde wereld minder of geen gezag meer als leidraad in ethische kwesties. Er is nog een minderheid van christenen en christelijke wetenschappers die vasthoudt aan de Bijbel als Gods openbaring, geloven in de onfeilbaarheid van de Bijbel en de Bijbel beschouwen als leidraad in ethische kwesties.